# Australimyza mcalpinei
Australimyza mcalpinei är en tvåvingeart som beskrevs av Brake och Wayne N. Mathis 2007. Australimyza mcalpinei ingår i släktet Australimyza och familjen Australimyzidae. Inga underarter finns listade i Catalogue of Life.